# Хуан Антоніо Брісеньо
Хуан Антоніо Брісеньо, відомий також як Джонні Брісеньо (нар. 17 липня 1960) — белізький політик, лідер Народної об'єднаної партії НОП (People's United Party) з 2016 року, прем'єр-міністр Белізу з 12 листопада 2020 року. Був лідером опозиції з 2008 до 2011 та з 2016 до 2020 року. З 1998 до 2007 року обіймав посаду віцепрем'єр-міністра Белізу в уряді прем'єр-міністра Саїді Мусі.

## Ранні роки життя та освіта
Хуан Брісеньо народився в містечку Ориндж-Волк-Товн 17 липня 1960 р. Його батько Еліджіо Джо Брісеньо (1938—2016) був головою Асоціації фермерів цукрової тростини в Белізі, а пізніше обіймав посаду міністра енергетики та зв'язку.
Хуан закінчив коледж Маффлз 1978 року 1980 року здобув ступінь молодшого спеціаліста з ділового адміністрування в коледжі Сент-Джонс в Белізі, а вже 1985 року здобув ступінь бакалавра з ділового адміністрування в Техаському університеті в Остіні
1990 року Брісеньо та його брат Хайме заснували компанію Centaur Communications, яка займалася кабельним телебаченням, згодом компанія розрослася і почала надавати клієнтам інші Інтернет-послуги, а також теленовини та радіомовлення.

## Кар'єра
Уперше Брісеньо був обраний депутатом Палати представників Белізу від Центрального округу Оринж-Волк-Товн 1993 року, 1994 року він успішно взяв участь у виборах до міської ради Оринж-Волк-Товн .
1994 року Хуан Брисеньо був обраний співголовою Народної об'єднаної партії Белізу;, а через два роки його вибрали заступником керівника партії. Коли партія перемогла на виборах 1998 року, Брісеньо призначили віцепрем'єр-міністром та міністром природних ресурсів та навколишнього середовища.
У серпні 2004 року він очолив групу міністрів, відому як альянс G-7, яка висунула низку вимог щодо необхідності реформ у країні, серед яких було звільнення міністра Ральфа Фонсеки з кабінету міністрів. Коли прем'єр-міністр Саїд Муса не виконав цих вимог, група G-7 подала у відставку; проте згодом Муса погодився з усіма вимогами, за винятком звільнення Фонсеки. Унаслідок цього міністри G-7 залишилися в Кабінеті міністрів. Брісеньо також отримав додатковий портфель — міністра фінансів. Пізніше Хуан Брісеньо був серед міністрів, які виступили проти пропозиції Муси врегулювати борги Загальної служби Охорони Здоров'я Белізу. Прем'єр Муса у відповідь на це спробувавши усунути Брісеньо з посади віцепрем'єр-міністра на іншу в міністерстві. Але Хуан відмовився прийняти менші посади в Кабінеті міністрів, які йому пропонували і 5 червня 2007 року подав у відставку.
На національному з'їзді НОП у липні 2007 року Брісеньо був переобраний заступником голови партії. На загальних парламентських виборах у лютому 2008 року, партія НОП зазнала нищівної поразки, Брісеньо, який переміг у своєму окрузі Оринж-Волк Централ, був одним із тільки шести кандидатів від НОП, яким вдалося пройти в законодавчий орган країни.
30 березня 2008 року на з'їзді Народної об'єднаної партії в Бельмопані, Саїда Мусу звільнили з посади голови партії. На внутрішніх партійних виборах Брісеньо переміг Френсіса Фонсеку, якого партійний істеблішмент вважав своїм кандидатом, набравши 330 голосів проти 310 за Фонсеку.
Посилаючись на невизначені проблеми зі здоров'ям у жовтні 2011 року, Брісеньо раптово подав у відставку з посади голови НОП, лідера опозиції, не очоливши партію на загальних виборах. Хоча й зберіг місце в парламенті. На обох керівних посадах його змінив Фонсека.

### Інцидент із записом 2015 року
У березні 2015 року, незабаром після рішучої поразки НОП на місцевих виборах, було оприлюднено запис Брісеньо, у якому різко критикується діяльність уряду Муси 1998—2008 років. На записі Хуан Брісеньо звинуватив Саїда Мусу і Ральфа Фонсеку в крадіжці «мільйонів, десятків мільйонів доларів» і заявив, «… якби це була інша країна, вони вже були б за ґратами». Брісеньо також заявив, що він глибоко занепокоєний боргами, у яких опинився тогочасний лідер НОП Френсіс Фонсека від імені партії, і звинуватив останнього у програші на загальних та місцевих виборах 2012 року. Пізніше Брісеньо заявив, що запис був зроблений без його згоди і відмовився його коментувати. Френсіс Фонсека охарактеризував цей інцидент як «внутрішньопартійний».

### Прем'єр-міністр Белізу (2020– сьогодні)
11 листопада 2020 року Народна Об'єднана Партія очолювана Брісеньо, виграла на загальних виборах 2020 року, розгромивши Об'єднану демократичну партію на чолі з Патріком Фабером. Хуан Брісеньо вступив на посаду прем'єр-міністра Белізу 12 листопада 2020 року і став першим прем'єр-міністром, який не є уродженцем столиці країни.

## Особисте життя
Хуан Антоніо Брісеньо та його дружина Россана (випускниця коледжу Маффлз 1986 року) виховують двох дітей.